# 八条橋

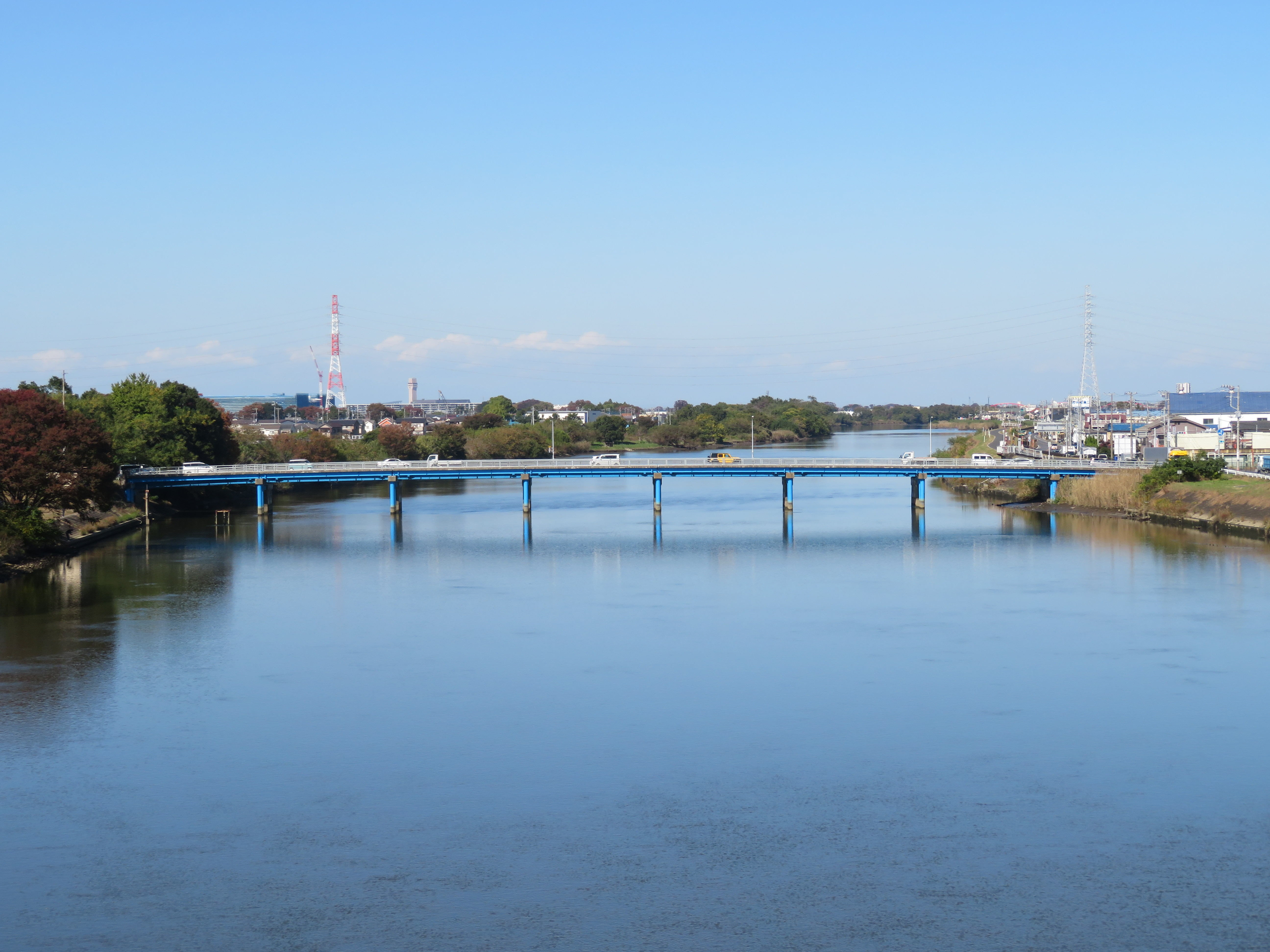
八条橋

八条橋（はちじょうばし）は、埼玉県八潮市八條と三郷市上彦名の間を流れる中川に架かる埼玉県道29号草加流山線の道路橋である。

## 概要
橋の名前の由来は、かつてここに八条の渡し（後述）があったことから。八条は八潮市の前身の八条村からである。1961年（昭和36年）架設の現行の橋は、橋長は139.3メートル、総幅員は6.6メートル、有効幅員6メートルの8径間の鋼鈑桁橋の永久橋である。歩道は下流側のみに設置されている。交通量がかなり多く、老朽化が進んだため、拡幅し架け替える計画がある。また、埼玉県の第一次緊急輸送道路に指定されている。橋の場所は1969年（昭和44年）度より埼玉県が水質測定を行う調査地点のひとつに加えられている。国土交通省の八条橋水位観測所が設置されている。

## 歴史

### 八条の渡し
橋が開通する以前は「八条の渡し」と呼ばれる、埼玉郡八条村と葛飾郡上彦名村を結び、川幅六十間（約108.6メートル）を渡る渡船三艘を有する官設の渡船（官渡）であった。渡船はいつから開設されていたか定かではないが、足利持氏の1419年（応永26年）の御教書に河関について記されていたことからその頃までには存在したとされる。なお、応永年間当時は利根川の本流であった（利根川東遷事業を参照）。
渡船賃（通行料）は5文で、1日の通行量は多い日で約2000人であった。

### 1930年の橋
橋は1930年（昭和5年）5月に架橋組合を結成して内務省および県に架橋の許可を請願した結果、県より架橋の認可が下り、同年11月1日に着工、陸軍工兵学校の将兵300人余りにより施工され、同年11月16日に開通式が挙行され、渡しは廃止された。架橋に要した費用は16000円であった。この橋は橋長143.2メートル、幅員4.12メートルの通行料を徴収する賃取橋であった。橋は1938年（昭和13年）3月31日に県に移管された。幾度も補修工事を繰り返し、その後老朽化のため重量制限4トンを課しながら使い続けた。後にトラックの通行に起因する落橋事故が起きる。

### 1961年の橋
現在の橋はすぐ川下側に1959年（昭和34年）3月4日に着工、1961年（昭和36年）3月25日に竣工され同年4月11日開通した2代目である。工費は4350万円（総工費は4581万9149円）であった。橋の施工は宮地鉄工所（現、宮地エンジニアリング）および佐藤建設工業が請負った。合わせて長さ240メートルの取り付け道路も合わせて整備された。橋完成時には歩道がなかったため、後付けで八条橋側道橋が下流側に架橋された。

## 周辺
- 東京都道・埼玉県道67号葛飾吉川松伏線 - 中川の左岸側を通る。
- 埼玉県道・東京都道102号平方東京線 - 中川の右岸側を通る。
- 八条八幡通
- 吉川警察署
- 和井田家住宅 - 国指定重要文化財
- 大経寺
- 慈眼寺

## 隣の橋
- 中川

（上流） - 武蔵野線中川橋梁 - 新中川水管橋 - 八条橋 - 潮郷橋 - 共和橋 - （下流）